# Guandong
Guandong (chiń. upr. 关东; chiń. trad. 關東; pinyin Guāndōng, dawny polski egzonim: Kwantung) – półwysep w północno-wschodnich Chinach, nad Morzem Żółtym, południowa część półwyspu Liaotung. Jego powierzchnia to ok. 3,5 tys. km². Dominuje pagórkowata rzeźba terenu z równoległymi, niezbyt wysokimi i zaokrąglonymi wzniesieniami, spośród których najwyższe sięga 663 m n.p.m. Linia brzegowa jest silnie rozczłonkowana i obfituje w zatoki. Na półwyspie znajdują się porty Dalian i Lüshunkou.
Chińska nazwa Guandong oznacza dosłownie „na wschód od przełęczy” [tj. od Shanhaiguan] i pierwotnie odnosiła się do całej Mandżurii. Po wojnie chińsko-japońskiej (1894–1895), na mocy traktatu z Shimonoseki, półwysep znalazł się pod kontrolą japońską, jednak na skutek presji mocarstw zachodnich Japończycy musieli go opuścić. Japończycy ponownie zajęli Guandong w trakcie wojny rosyjsko-japońskiej (1904–1905). Na terenie półwyspu została zainstalowana wówczas administracja cywilna i wojskowa na czele z gubernatorem generalnym, która przy pomocy Armii Kwantuńskiej sprawowała kontrolę nad Koleją Południowomandżurską. Po klęsce Japonii w II wojnie światowej półwysep powrócił w 1945 roku pod kontrolę Chin.